# OFK Pomorie
OFK Pomorie (Bulgaars: ОФК Поморие) is een Bulgaarse voetbalclub uit de stad Pomorie, opgericht in 1934.